# Cửa Ba Thắc

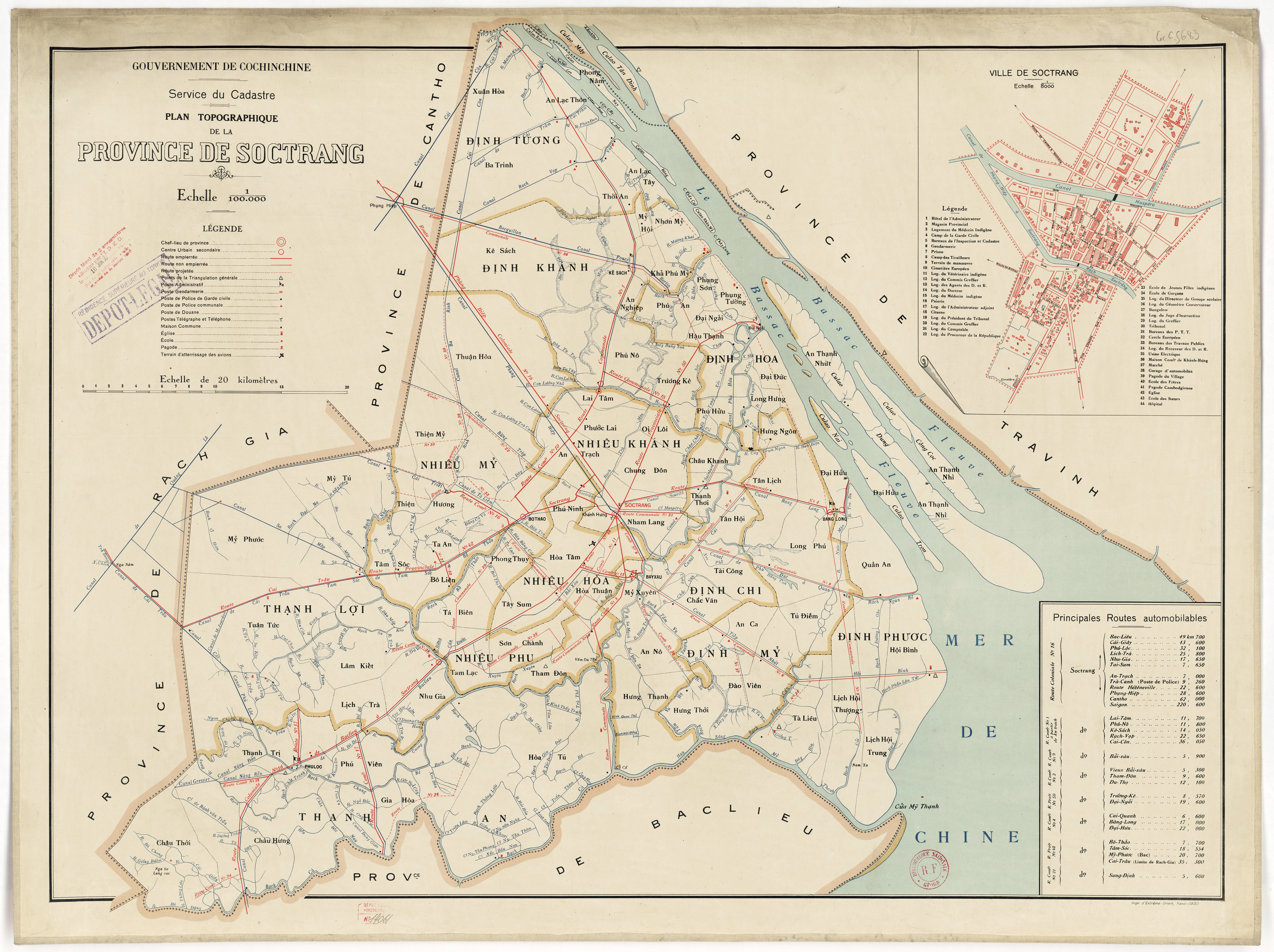
Bản đồ tỉnh Sóc Trăng năm 1930 thể hiện vị trí của cửa Ba Thắc

Cửa Ba Thắc (Bassac) ở xã An Thạnh Nam, huyện Cù Lao Dung, tỉnh Sóc Trăng nằm trên dòng sông Ba Thắc (nay cũng không còn mà chỉ còn sông Cồn Tròn) từng là một cửa sông của dòng sông Hậu trước đây.
Từ những năm đầu thập niên 1960, Cồn Tròn bắt đầu nhô lên, còn gọi là đảo Khỉ, vì không có người sinh sống, chỉ mênh mông là bần, khỉ về ở rất nhiều. Cồn nổi ngày càng rộng ra, giờ đã thành rừng bần phòng hộ, mỗi năm người ta trồng thêm hàng ngàn cây bần để giữ đất, lấn biển cộng với sự bồi đắp ở đuôi cù lao Dung khiến cửa sông Ba Thắc bị bít lại và mất dấu luôn cửa Ba Thắc.